# Richard Pattee
Richard Pattee, hispanista canadiense.
Dirigió los estudios hispánicos de la Universidad Laval, en Quebec. Conoce especialmente el mundo hispanoportugués tanto en la península ibérica como en su proyección Iberoamericana. Entre sus muchas obras destaca This is Spain, 1951, que aventaja a otros muchos libros sobre la civilización española por sus fuentes bibliográficas bien discriminadas. Otros títulos suyos son Introduction to Hispanic American Civilization (1945) y Portugal and the Portuguese world (1956).
- Datos: Q6108684